# 广西金投中心
廣西金投中心是中國廣西壯族自治區首府南寧市的一座複合型建築，於2021年竣工，是一棟摩天大樓樓高330公尺、67層樓，是南寧市第三高樓。